# Close Your Eyes (Felix Jaehn & Vize)
Close Your Eyes is een nummer van de Duitse dj's Felix Jaehn en Vize uit 2019.
De boodschap van het nummer is om positief te blijven in lastige situaties. Het nummer werd een bescheiden hit in Duitsland, het thuisland van Jaehn en Vize. Daar bereikte het de 21e positie. In Nederland bereikte het nummer geen hitlijsten, maar in Vlaanderen haalde het de Tipparade.